# 東宝歌舞伎
東宝歌舞伎（とうほうかぶき）は1955年（昭和30年）から1983年（昭和58年）まで長谷川一夫を中心に東宝が歌舞伎に進出した公演、劇団名。邦楽以外に洋楽も入り、女優とも共演し、商業演劇に近い。
六代目中村歌右衛門、十七代目中村勘三郎、二代目中村扇雀（のちの四代目坂田藤十郎）らが参加。
1961年八代目松本幸四郎一門が、松竹から東宝へ移り歌舞伎界に衝撃を与えたが11年後に東宝からも離れた。